# Rumaucourt
Ne doit pas être confondu avec Rimaucourt.
Rumaucourt est une commune française située dans le département du Pas-de-Calais en région Hauts-de-France. Ses habitants sont appelés les Rumaucourtois. La commune est membre de la communauté de communes Osartis Marquion.

## Géographie

### Localisation
Localisée dans le sud-est du département du Pas-de-Calais, Rumaucourt est un bourg rural situé, à vol d'oiseau, à 14 km au nord-ouest de la commune de Cambrai et à 21 km au sud-est de la commune d'Arras (chef-lieu d'arrondissement et préfecture du Pas-de-Calais).
Le territoire de la commune est limitrophe de ceux de cinq communes.
Les communes limitrophes sont Écourt-Saint-Quentin, Baralle, Oisy-le-Verger, Sauchy-Cauchy et Saudemont.

### Géologie et relief
La superficie de la commune est de 5,51 km2 ; son altitude varie de 35  à   60 m.

### Hydrographie
La commune, située dans le bassin Artois-Picardie, est, selon le Service d'administration nationale des données et référentiels sur l'eau (Sandre), drainée par deux cours d'eau :
- l'Hirondelle d'Ecourt-St-Quentin, d'une longueur de 6,33 km, qui prend sa source dans la commune de Saudemont et se jette dans l'Agache au niveau de la commune d'Écourt-Saint-Quentin[4] ;
- un cours d'eau au toponyme hydrographique inconnu, d'une longueur de 5,99 km qui prend sa source dans la commune d'Oisy-le-Verger et se jette dans l'Hirondelle d'Ecourt-St-Quentin au niveau de la commune d'Écourt-Saint-Quentin[5].

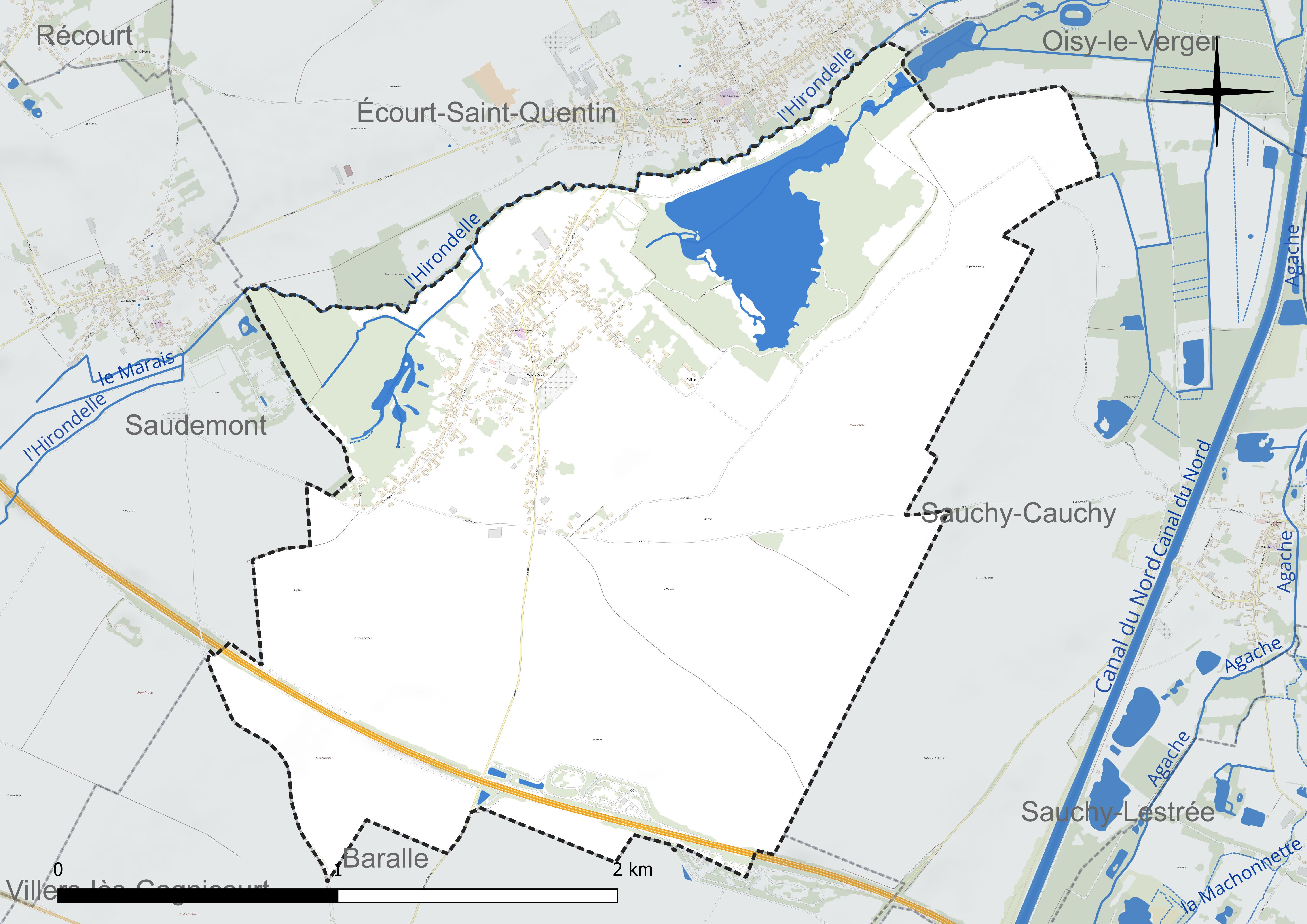
Réseau hydrographique de Rumaucourt.

### Climat
Pour des articles plus généraux, voir Climat des Hauts-de-France et Climat du Nord-Pas-de-Calais.
En 2010, le climat de la commune est de type climat océanique dégradé des plaines du Centre et du Nord, selon une étude du Centre national de la recherche scientifique (CNRS) s'appuyant sur une série de données couvrant la période 1971-2000. En 2020, Météo-France publie une typologie des climats de la France métropolitaine dans laquelle la commune est exposée à un climat océanique et est dans la région climatique Nord-est du bassin Parisien, caractérisée par un ensoleillement médiocre, une pluviométrie moyenne régulièrement répartie au cours de l’année et un hiver froid (3 °C).
Pour la période 1971-2000, la température annuelle moyenne est de 10,5 °C, avec une amplitude thermique annuelle de 14,8 °C. Le cumul annuel moyen de précipitations est de 693 mm, avec 12,4 jours de précipitations en janvier et 8,9 jours en juillet. Pour la période 1991-2020, la température moyenne annuelle observée sur la station météorologique la plus proche, située sur la commune d'Épinoy à 8 km à vol d'oiseau, est de 10,9 °C et le cumul annuel moyen de précipitations est de 702,9 mm,. Pour l'avenir, les paramètres climatiques de la commune estimés pour 2050 selon différents scénarios d'émission de gaz à effet de serre sont consultables sur un site dédié publié par Météo-France en novembre 2022.

### Paysages
Pour un article plus général, voir Paysage en France.
La commune est située dans le paysage régional des grands plateaux artésiens et cambrésiens tel que défini dans l’atlas des paysages de la région Nord-Pas-de-Calais, conçu par la direction régionale de l'Environnement, de l'Aménagement et du Logement (DREAL),. Ce paysage régional, qui concerne 238 communes, est dominé par les « grandes cultures » de céréales et de betteraves industrielles qui représentent 70 % de la surface agricole utilisée (SAU).

### Milieux naturels et biodiversité

#### Espace protégé et géré
La protection réglementaire est le mode d’intervention le plus fort pour préserver des espaces naturels remarquables et leur biodiversité associée.
Dans ce cadre, la commune fait partie d'un espace protégé : le marais de Rumaucourt, d’une superficie de 61,544 ha, terrain géré (location, convention de gestion) par le Conservatoire d'espaces naturels des Hauts-de-France.

Les marais
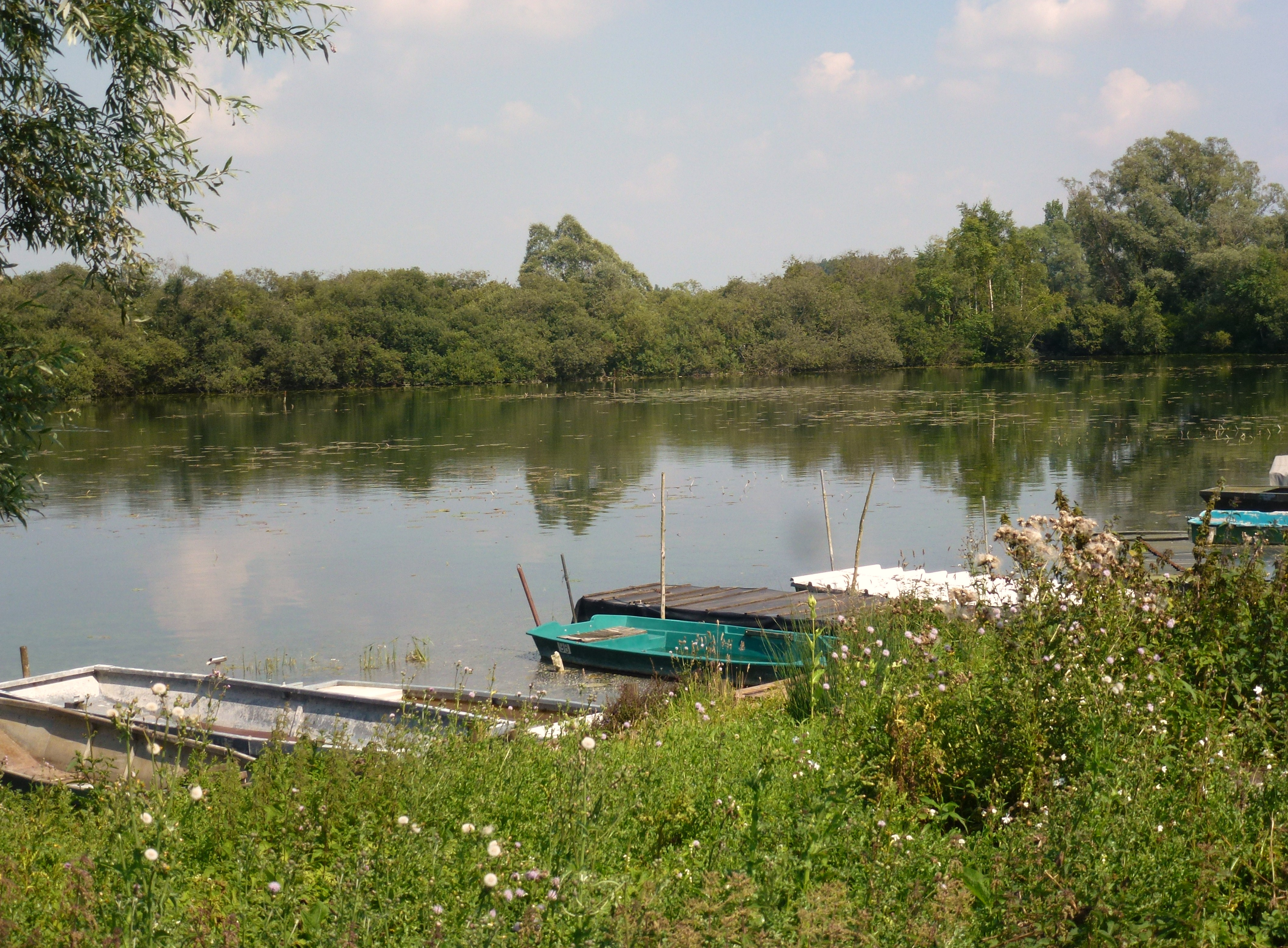
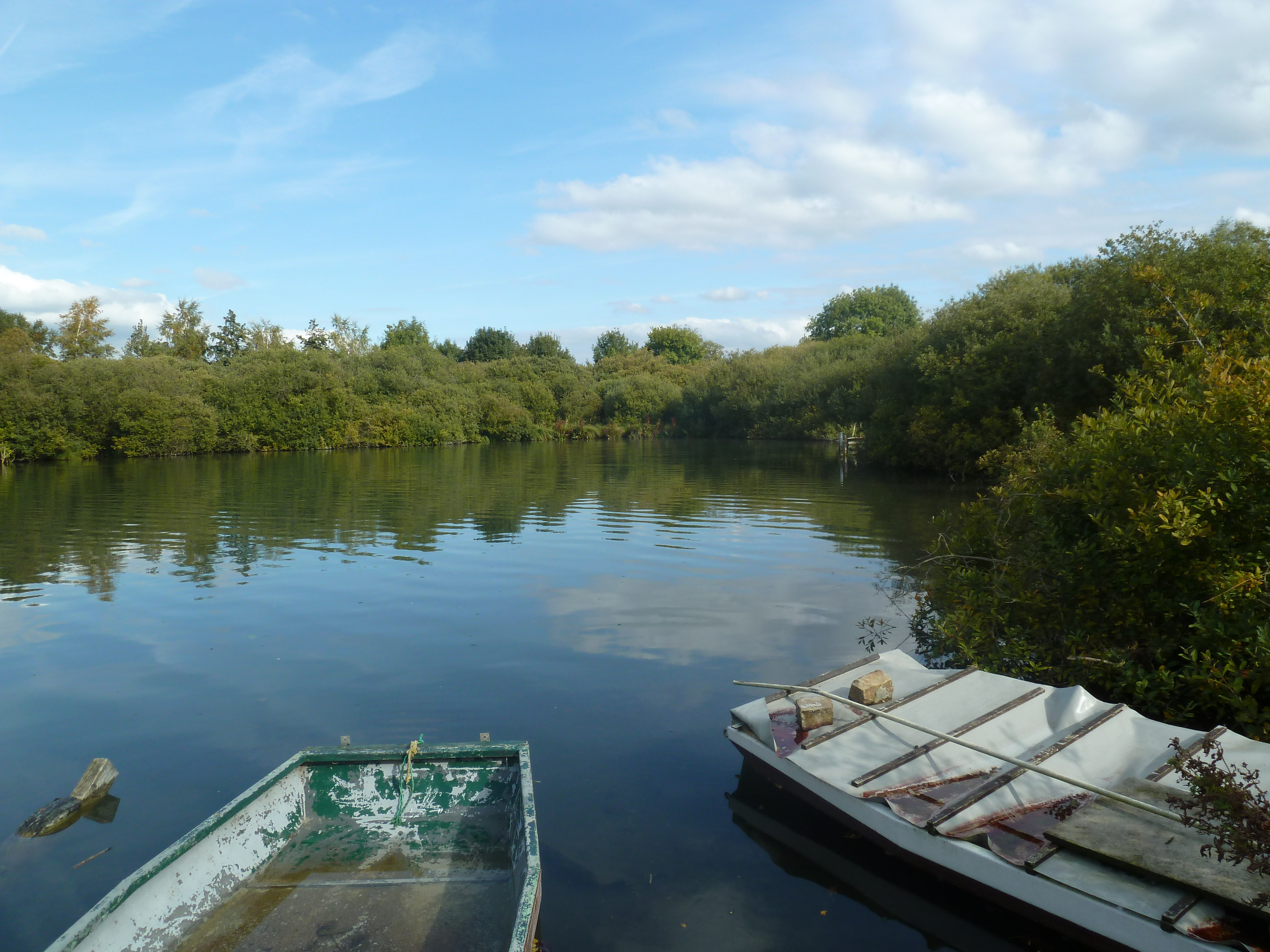
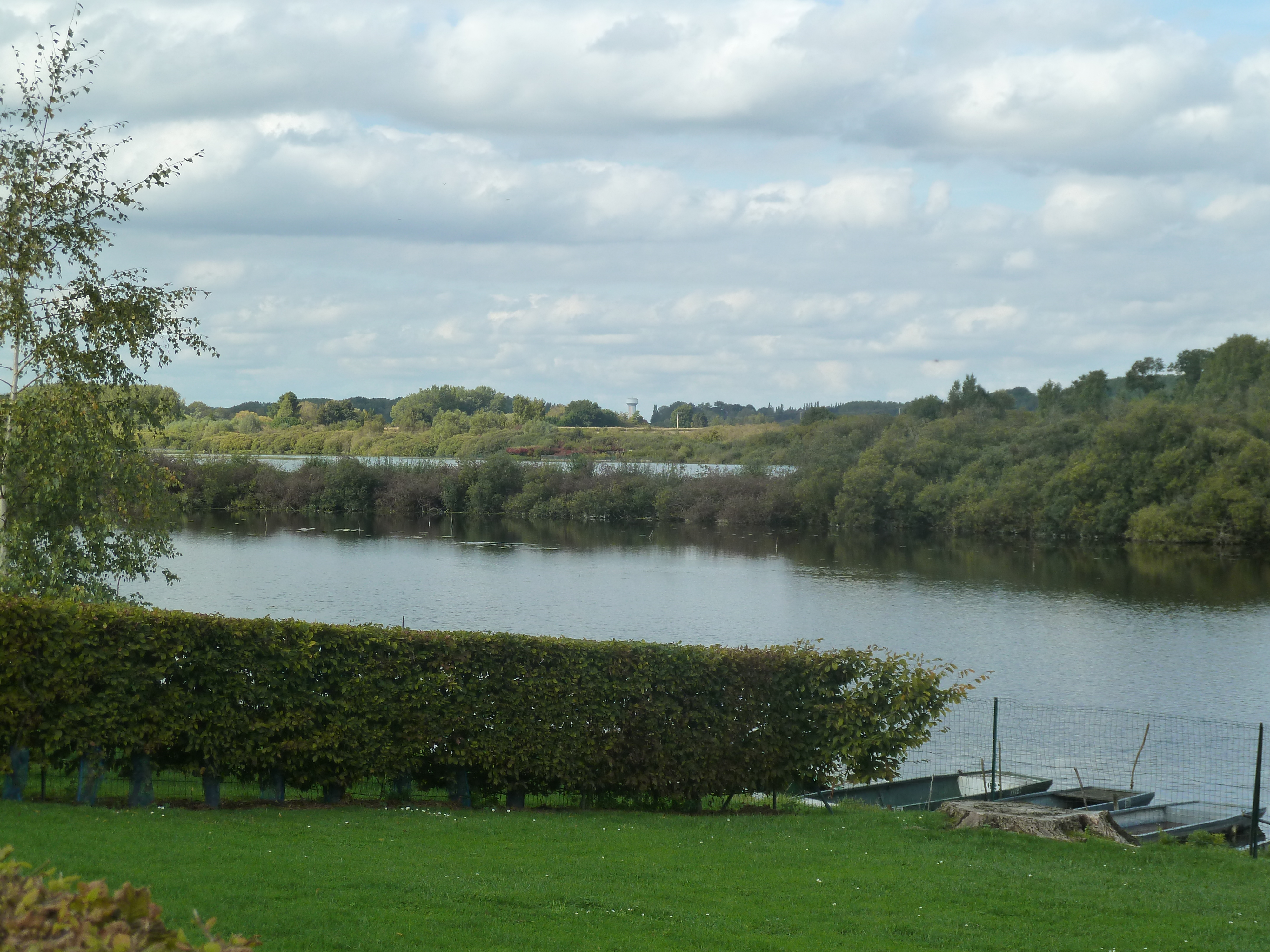

#### Zones naturelles d'intérêt écologique, faunistique et floristique
L’inventaire des zones naturelles d'intérêt écologique, faunistique et floristique (ZNIEFF) a pour objectif de réaliser une couverture des zones les plus intéressantes sur le plan écologique, essentiellement dans la perspective d’améliorer la connaissance du patrimoine naturel national et de fournir aux différents décideurs un outil d’aide à la prise en compte de l’environnement dans l’aménagement du territoire.
Le territoire communal comprend une ZNIEFF de type 1 : les marais d'Arleux, de Palluel, de Saudemont, d'Écourt-Saint-Quentin, de Rumaucourt et d'Oisy-le-Verger. C'est un vaste complexe marécageux de 791 ha constitué d'étangs, de boisements tourbeux, de peupleraies et de prairies alluviales et qui comporte une grande diversité de végétations aquatiques, amphibies et hygrophiles.
et une ZNIEFF de type 2 : le complexe écologique de la vallée de la Sensée. Cette ZNIEFF s’étend sur plus de 20 kilomètres depuis les communes de Remy et Haucourt jusqu’à la confluence de la rivière canalisée avec l’Escaut. Elle forme une longue dépression à fond tourbeux, creusée entre des plateaux aux larges ondulations ; Ostrevent au Nord, bas-Artois au Sud et Cambrésis à l’Est.

Carte des ZNIEFF de type 1 et 2 sur la commune
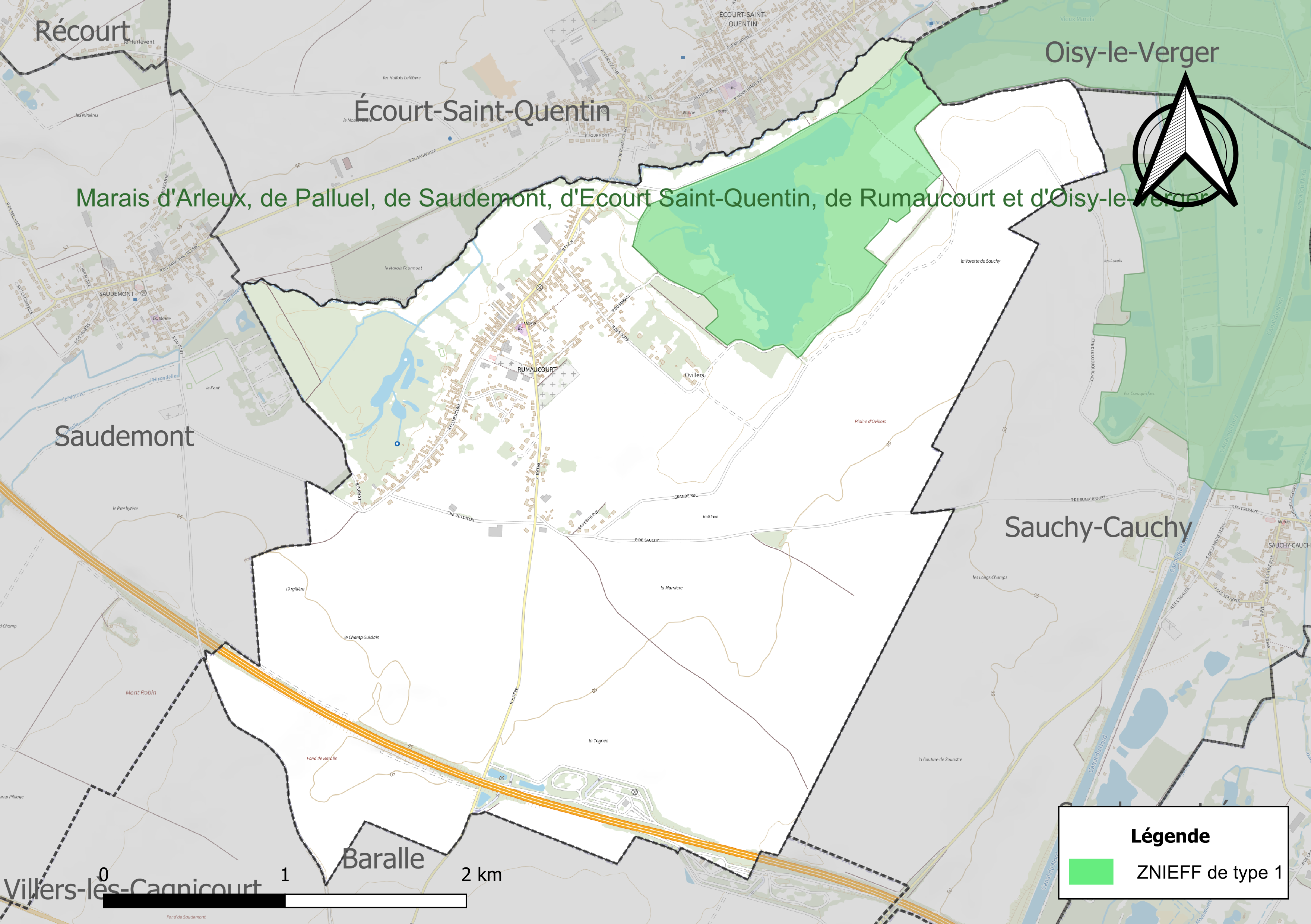
Carte de la ZNIEFF de type 1 sur la commune.
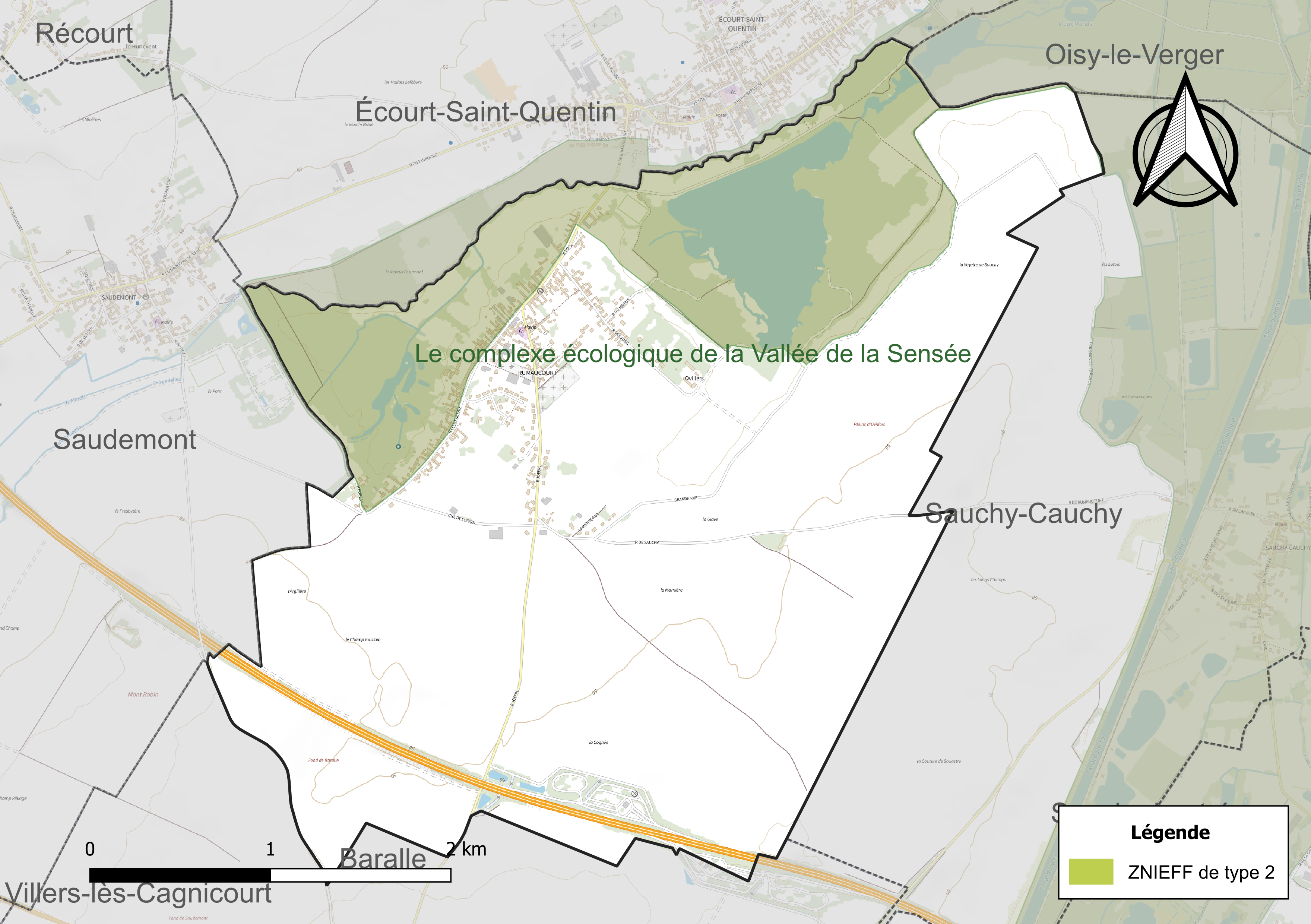
Carte de la ZNIEFF de type 2 sur la commune.

#### Espèces faunistiques et floristiques
L’Inventaire national du patrimoine naturel (INPN) recense plusieurs espèces faunistiques et floristiques sur le territoire de la commune dont certaines sont protégées et d’autres menacées et quasi-menacées.

## Urbanisme

### Typologie
Au 1er janvier 2024, Rumaucourt est catégorisée bourg rural, selon la nouvelle grille communale de densité à sept niveaux définie par l'Insee en 2022.
Elle est située hors unité urbaine et hors attraction des villes,.

### Occupation des sols
L'occupation des sols de la commune, telle qu'elle ressort de la base de données européenne d’occupation biophysique des sols Corine Land Cover (CLC), est marquée par l'importance des territoires agricoles (71,7 % en 2018), en diminution par rapport à 1990 (72,9 %). La répartition détaillée en 2018 est la suivante : 
terres arables (71,7 %), zones urbanisées (9,4 %), zones humides intérieures (9,2 %), forêts (5,1 %), eaux continentales (4,6 %). L'évolution de l’occupation des sols de la commune et de ses infrastructures peut être observée sur les différentes représentations cartographiques du territoire : la carte de Cassini (XVIIIe siècle), la carte d'état-major (1820-1866) et les cartes ou photos aériennes de l'IGN pour la période actuelle (1950 à aujourd'hui).

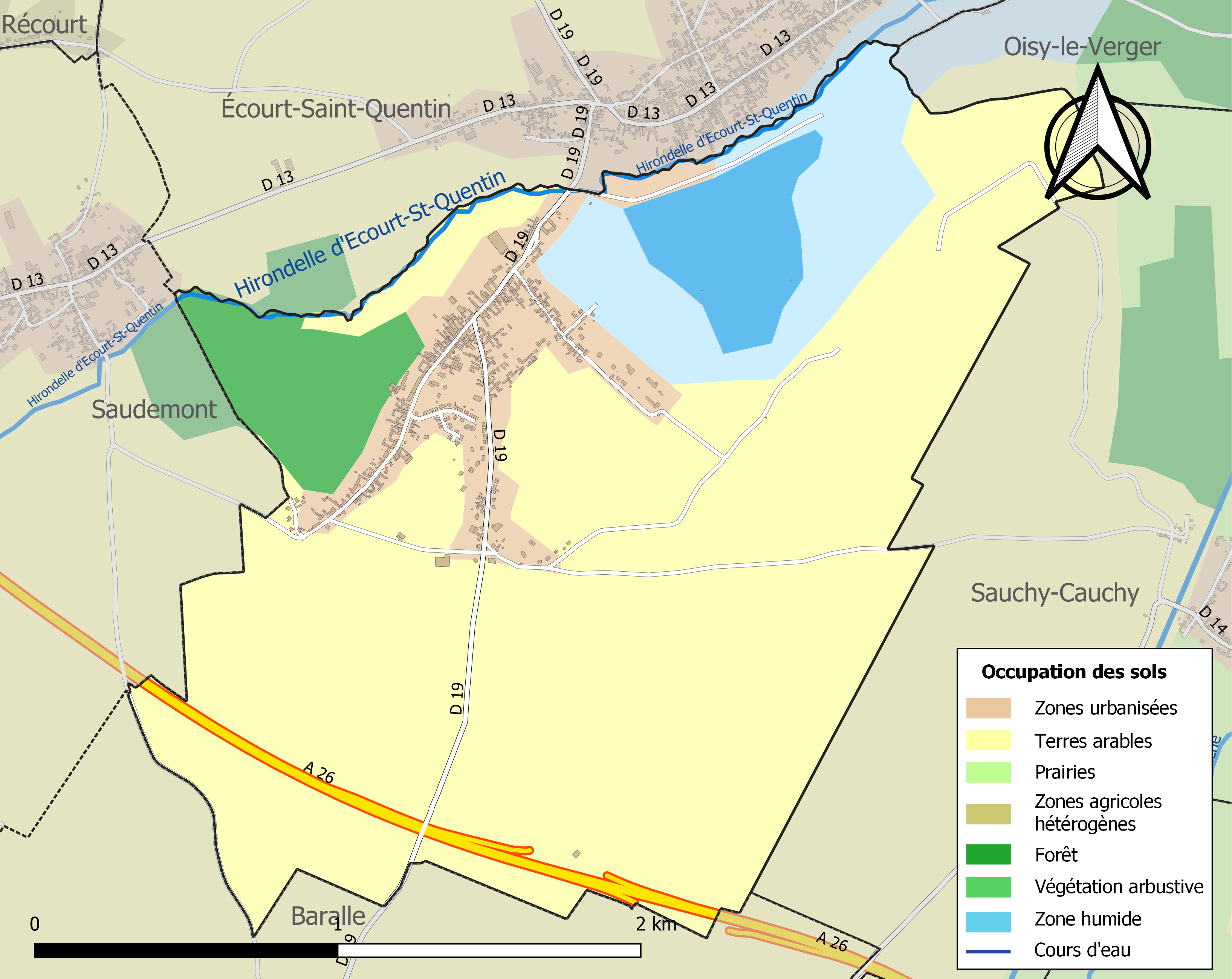
Carte des infrastructures et de l'occupation des sols de la commune en 2018 (CLC).

## Toponymie
Le nom de la localité est attesté sous les formes Rumolcort en 1091 ; Rumaltcurt au XIe siècle ; Rumolcourt en 1101 ; Rumalcort en 1111 ; Rumaucort en 1256 ; Roumaucourt en 1319 ; Rumaulcourt au XVIIIe siècle ; Rumaucourt en 1793 et depuis 1801.
D'après Maurits Gysseling, le nom vient de l'anthroponyme germanique Rumawald : Rumawaldi curtis, la ferme de Rumawald.

## Histoire
Le fief du petit Longâtre appartenait à l'abbaye Notre-Dame du Verger, consistant en un droit de champart ou de soyeté à prendre sur le terroir de Sauchy-Gauchie, Rumaucourt et environs.
La commune est décorée de la croix de guerre 1914-1918 par décret du 23 septembre 1920, distinction également attribuée à 276 autres communes du Pas-de-Calais.

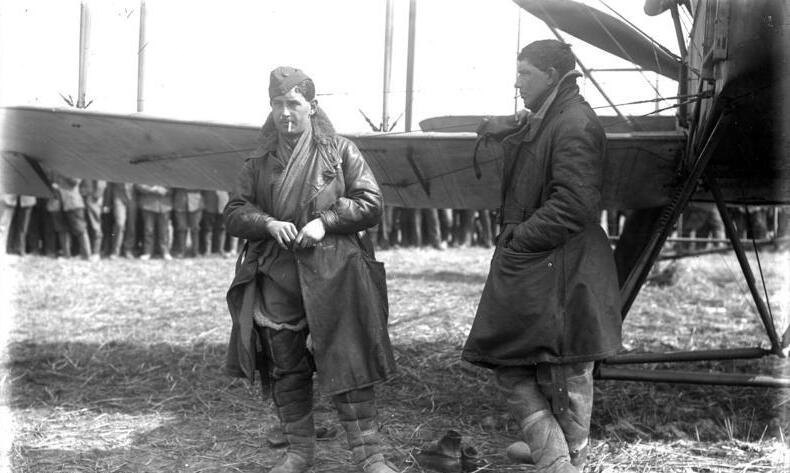
Avion anglais et pilotes à Rumaucourt, lors de la Première Guerre mondiale, en 1915.

## Politique et administration

### Découpage territorial
La commune se trouve dans l'arrondissement d'Arras du département du Pas-de-Calais.

#### Commune et intercommunalités
La commune est membre de la communauté de communes Osartis Marquion qui regroupe 49 communes et totalise 42 651 habitants en 2021.

#### Circonscriptions administratives
La commune est rattachée au canton de Bapaume.

#### Circonscriptions électorales
Pour l'élection des députés, la commune fait partie de la première circonscription du Pas-de-Calais.

### Élections municipales et communautaires

#### Liste des maires
| Période                                  | Période                    | Identité         | Étiquette | Qualité                                                    |
| ---------------------------------------- | -------------------------- | ---------------- | --------- | ---------------------------------------------------------- |
| Les données manquantes sont à compléter. |                            |                  |           |                                                            |
|                                          |                            | Denis Dequidt    |           |                                                            |
| Les données manquantes sont à compléter. |                            |                  |           |                                                            |
| 1989                                     | 2014                       | Edmond Cuvilliez |           |                                                            |
| 2014                                     | En cours (au 4 avril 2022) | Didier Drubay    |           | Technicien de maintenance, Réélu pour le mandat 2020-2026, |

## Population et société

### Démographie
Les habitants sont appelés les Rumaucourtois.

#### Évolution démographique
L'évolution du nombre d'habitants est connue à travers les recensements de la population effectués dans la commune depuis 1793. Pour les communes de moins de 10 000 habitants, une enquête de recensement portant sur toute la population est réalisée tous les cinq ans, les populations de référence des années intermédiaires étant quant à elles estimées par interpolation ou extrapolation. Pour la commune, le premier recensement exhaustif entrant dans le cadre du nouveau dispositif a été réalisé en 2004.

En 2022, la commune comptait 696 habitants, en évolution de +1,31 % par rapport à 2016 (Pas-de-Calais : −0,72 %, France hors Mayotte : +2,11 %).
| 1793 | 1800 | 1806 | 1821  | 1831  | 1836  | 1841  | 1846  | 1851 |
| ---- | ---- | ---- | ----- | ----- | ----- | ----- | ----- | ---- |
| 593  | 650  | 727  | 1 034 | 1 130 | 1 118 | 1 226 | 1 090 | 942  |

| 1856  | 1861  | 1866  | 1872  | 1876  | 1881  | 1886  | 1891  | 1896 |
| ----- | ----- | ----- | ----- | ----- | ----- | ----- | ----- | ---- |
| 1 016 | 1 050 | 1 072 | 1 012 | 1 022 | 1 011 | 1 069 | 1 037 | 961  |

| 1901 | 1906 | 1911 | 1921 | 1926 | 1931 | 1936 | 1946 | 1954 |
| ---- | ---- | ---- | ---- | ---- | ---- | ---- | ---- | ---- |
| 931  | 911  | 902  | 644  | 686  | 677  | 659  | 645  | 668  |

| 1962 | 1968 | 1975 | 1982 | 1990 | 1999 | 2004 | 2006 | 2009 |
| ---- | ---- | ---- | ---- | ---- | ---- | ---- | ---- | ---- |
| 579  | 653  | 695  | 676  | 691  | 724  | 713  | 694  | 698  |

| 2014 | 2019 | 2022 | - | - | - | - | - | - |
| ---- | ---- | ---- | - | - | - | - | - | - |
| 680  | 683  | 696  | - | - | - | - | - | - |

#### Pyramide des âges
En 2018, le taux de personnes d'un âge inférieur à 30 ans s'élève à 34,6 %, soit en dessous de la moyenne départementale (36,7 %). À l'inverse, le taux de personnes d'âge supérieur à 60 ans est de 25,5 % la même année, alors qu'il est de 24,9 % au niveau départemental.
En 2018, la commune comptait 352 hommes pour 332 femmes, soit un taux de 51,46 % d'hommes, largement supérieur au taux départemental (48,50 %).
Les pyramides des âges de la commune et du département s'établissent comme suit.
| Hommes | Classe d’âge | Femmes |
| ------ | ------------ | ------ |
| 1,4    | 90 ou +      | 0,0    |
| 5,4    | 75-89 ans    | 10,3   |
| 15,7   | 60-74 ans    | 18,5   |
| 21,7   | 45-59 ans    | 24,2   |
| 18,0   | 30-44 ans    | 16,0   |
| 15,6   | 15-29 ans    | 15,1   |
| 22,2   | 0-14 ans     | 15,9   |

| Hommes | Classe d’âge | Femmes |
| ------ | ------------ | ------ |
| 0,5    | 90 ou +      | 1,6    |
| 5,6    | 75-89 ans    | 8,9    |
| 16,7   | 60-74 ans    | 18,1   |
| 20,2   | 45-59 ans    | 19,2   |
| 18,9   | 30-44 ans    | 18,1   |
| 18,2   | 15-29 ans    | 16,2   |
| 19,9   | 0-14 ans     | 17,9   |

## Culture locale et patrimoine

### Lieux et monuments
- L'église Saint-Amand.
- Le monument aux morts, surmonté du Poilu victorieux, statue du sculpteur Eugène Bénet[36].
- Le cimetière militaire allemand de la Première Guerre mondiale

### Héraldique
| Blason de Rumaucourt | Blason  | D'azur à la barre d'or, chargée d'une sarcelle en vol de sable en chef et d'un brochet du même en pointe, accompagnée de deux fleurs de lis d'or. Ornements extérieursCroix de guerre 1914-1918 |
| Blason de Rumaucourt | Détails | Adopté par la municipalité en juin 1991. |

## Pour approfondir

#### Bases de données, dictionnaires et encyclopédies
- Ressources relatives à la géographie :   - Insee (communes)
  - Ldh/EHESS/Cassini
- Ressource relative à plusieurs domaines :   - Annuaire du service public français
- Notices d'autorité :   - BnF (données)
  - Israël